# 輸入代替工業化
輸入代替工業化（ゆにゅうだいたいこうぎょうか、英: Import substitution industrialization）は、輸入を制限し、国内生産を奨励することで工業化を図ること。英語の頭文字をとってISIと書かれることもある。

## 概要
輸入代替工業化は、以下のような政策を伴う。
- 国が発展させたい産業に補助金を支払い国内生産を奨励する。
- 関税や輸入割当などの保護主義的政策を行う。
- 自国通貨の価値が過大になるように為替操作を行い、中間財や資本財を安く輸入できるようにする。
- 対内直接投資が行われないようにする。

国の成長には製造業部門の発展が重要であり、それを達成するには輸入代替工業化が効果的であると述べられている。

## 歴史
輸入代替工業化は20世紀の工業化政策を指すことが多いが、この考え方自体はアレクサンダー・ハミルトンやフリードリッヒ・リストによって18世紀後半・19世紀に提示されていた。1960年代半ばまで、発展途上国の多くの経済学者は輸入代替工業化政策を強く支持していた。第二次世界大戦後の経済発展において輸入代替工業化政策を用いた多くの国は、1980年代後半には輸入代替政策を用いず、政府の市場への介入を最小化し、世界貿易機構の加盟国として積極的に国際貿易に参加していった。

## 問題点
輸入代替工業化は以下のような問題点をはらむ。
- ラーナーの対称性定理によると、輸入代替工業化政策は、輸入産業への資源投入を増加させる一方で、輸出産業への資源投入を減らすため、市場に歪みをもたらす[8]。
- 政府は財政赤字を抱えることになり、政府が支援して設立した公営企業は利益率が上がりにくい[9][注 1]。
- 輸入代替工業化によって生産される輸入産業の財は、国際市場での競争に勝てず、国は経常収支は赤字になる傾向がある[9]。
- レントシーキング活動によって資源が浪費される[9]。
- リカード・モデルなどの伝統的な貿易理論が示唆する貿易による比較優位産業への特化の利益を放棄することになる。
- 輸入代替工業化によって、保護された産業は競争から守られる一方でイノベーションを行い効率性を改善させるインセンティブがなくなる[11]。

## 理論的背景
輸入代替工業化政策を正当化するものとして、プレビッシュ＝シンガー命題、幼稚産業保護論、ケインズ経済学がある

## 例

### ラテンアメリカの例
ラテンアメリカの経済発展の文脈では、「ラテンアメリカの構造主義（The Latin American structuralism）」は、1950-80年代の輸入代替工業化政策を指す。この政策の背景には、ラウル・プレビッシュ、ハンス・シンガー、セルソ・フルタボ、そしてラテンアメリカ・カリブ経済委員会の創設などが関わっている。彼らはケインズ経済学、マルクス主義、社会主義、従属理論など様々な考え方に影響されながら輸入代替工業化の考えに至った。

### アジアの例
香港、韓国、台湾は、輸入代替工業化政策の数少ない成功例として挙げられる。一方で、これら4つの経済では政府が積極的に市場に介入し、輸出志向型工業化を図った結果であるとしている学者もいる
。